# Richard Bochalli
Richard Bochalli (* 22. Juni 1878 in Schöneberg; † 5. Dezember 1966) war ein deutscher Mediziner und Medizinhistoriker.

## Werdegang
Bochalli absolvierte das Viktoria-Gymnasium in Potsdam, wo er 1898 das Abitur erlangte. Er studierte an der Kaiser-Wilhelms-Akademie Medizin und wurde Corpsschleifenträger der Pépinière-Corps Franconia (1898) und Saxonia. Bei Saxonia gehörte er 1907 zu den Stiftern. Er wurde 1904 approbiert und 1906 mit einer Doktorarbeit bei Carl Flügge an der Universität Breslau promoviert. Später war er Facharzt für Lungenkrankheiten; er befasste sich vor allem mit der Tuberkulose. Ab 1914 war er Chefarzt verschiedener Lungenheilstätten, darunter von 1924 bis 1945 der Reichsbahnheilstätte Moltkefels bei Nieder-Schreiberhau im Riesengebirge. Nach dem Zweiten Weltkrieg leitete er die Heilstätte Stadtwald in Melsungen. Er verfasste mehrere medizinhistorische Werke.

## Ehrungen
- 1953: Verdienstorden der Bundesrepublik Deutschland, Verdienstkreuz 1. Klasse

## Veröffentlichungen (Auswahl)
- Die Geschichte der Schwindsucht. Thieme, Leipzig 1940.
- Robert Koch – Der Schöpfer der modernen Bakteriologie. Wissenschaftliche Verlagsgesellschaft, Stuttgart 1954.
- Die Entwicklung der Tuberkuloseforschung in der Zeit von 1878 bis 1958. Thieme, Stuttgart 1958.
- Robert Koch. In: Hans Schadewaldt (Hrsg.): Die berühmten Ärzte. Köln ohne Jahr, S. 237–240.